# Estadio Ivaylo

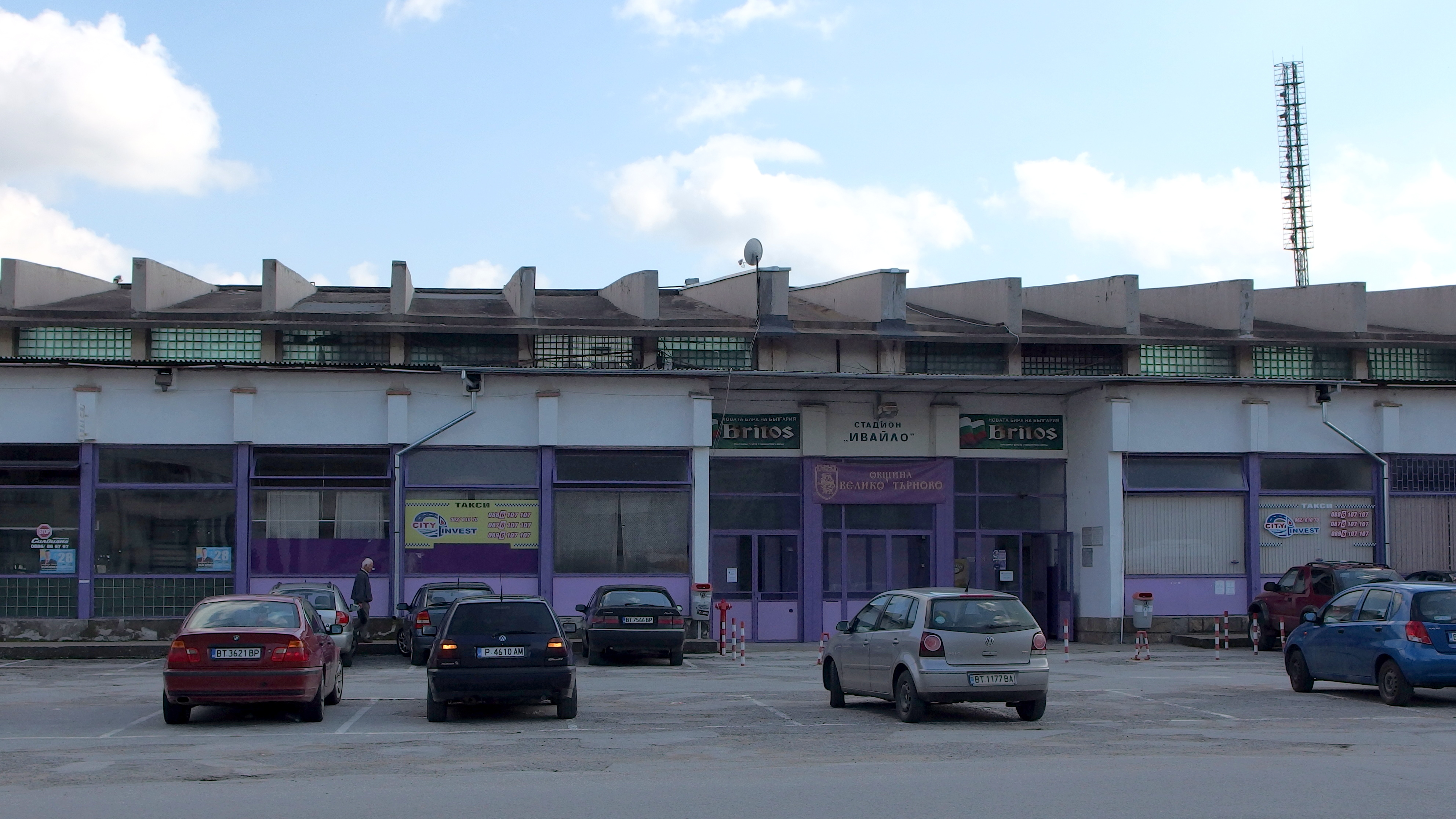
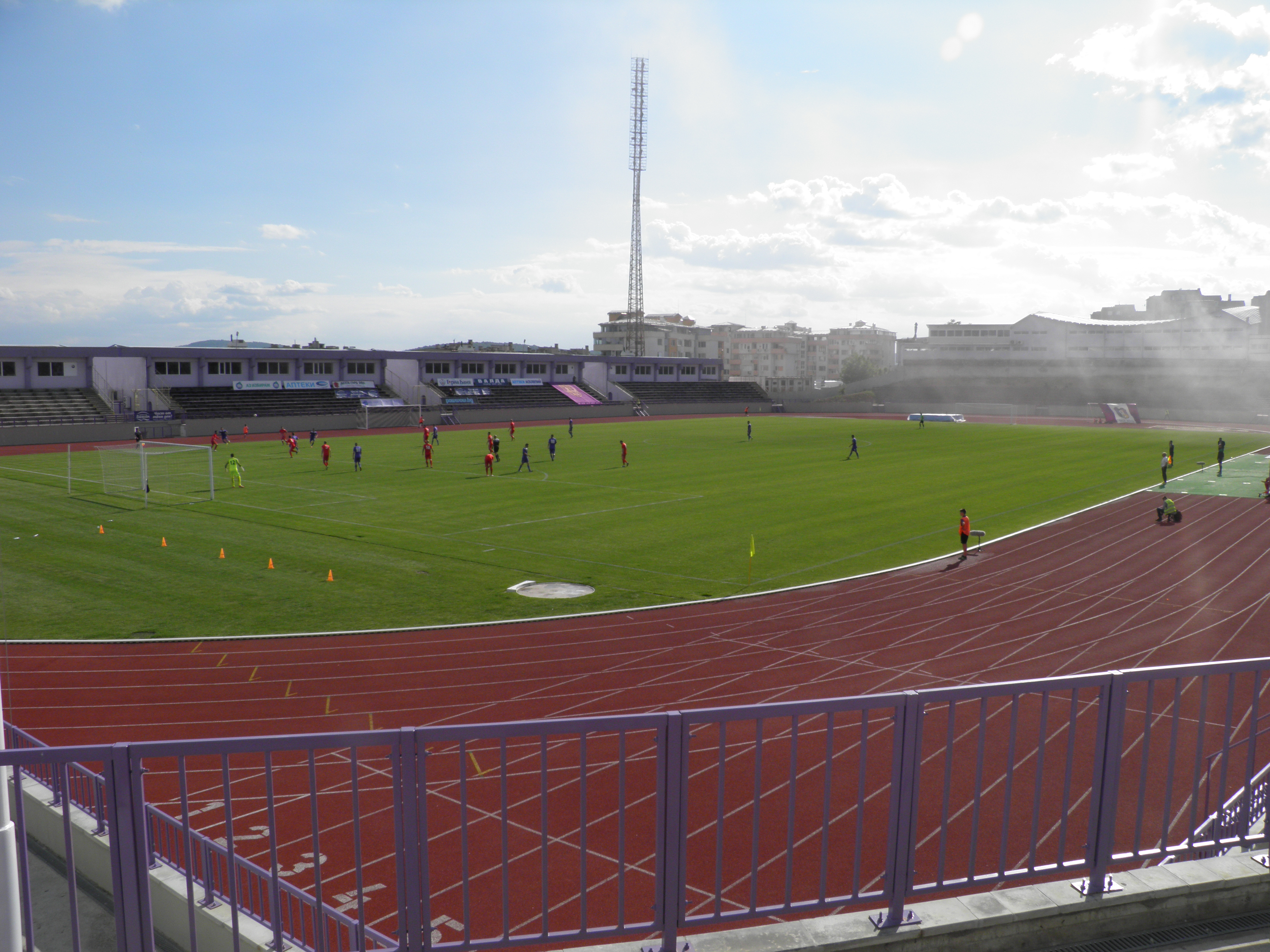

El Estadio Ivaylo (en búlgaro: Стадион „Ивайло“) es un estadio multiusos ubicado en la ciudad de Veliko Tarnovo, Bulgaria. El estado es utilizado principalmente para la práctica del fútbol y pruebas de atletismo, y es el estadio del SFC Etar Veliko Tarnovo club de la Primera Liga de Bulgaria.
El estadio inaugurado en 1958 fue remodelado en 2015 pasando a tener una capacidad para 18 500 espectadores. En la misma remodelación se construyó la pista de atletismo que cumple con las regulaciones de la Asociación Internacional de Atletismo (IAAF) para la disputa de torneos internacionales.